# Miguel Ángel Gómez Martínez
Miguel Ángel Gómez Martínez (Granada, 17 de septiembre de 1949-Torremolinos, Málaga, 4 de agosto de 2024) fue un director de orquesta y compositor suizo-español.

## Biografía

### Formación académica
Nacido en el seno de una familia de músicos, su padre era profesor en la banda de música de Granada y su madre pianista, desde pequeño ya tenía claro que quería ser director de orquesta.

Empecé a estudiar música a los cuatro años, por propia voluntad y en contra de la de mis padres.
Miguel Ángel Gómez Martínez

A los cinco años ya fue capaz de rendir un examen en el Real Conservatorio Superior de Música "Victoria Eugenia" de Granada y a los siete, en 1957, se subió al podio y no sólo dirigió con pulso firme a los profesores de banda municipal de Granada, sino que incluso corrigió varios errores que el transcriptor había deslizado en la partitura.
A los trece años obtuvo el título de profesor de piano en el Conservatorio de Granada y a los diecisiete ganó el premio extraordinario de composición del Conservatorio de Madrid. En 1964 se trasladó a Madrid y obtuvo el Diploma de Primera Clase y Premio del Conservatorio en el curso final.
A través de la beca March, Gómez Martínez continuó sus estudios de dirección de orquesta y coro en Viena, bajo las órdenes del profesor Hans Swarowsky. Se tituló a los veintiún años, obteniendo el premio del Ministerio de Investigación y Ciencias de Austria.

### Trayectoria como director
Su debut como director está datado en Sankt Pölten, cerca de Viena, en 1973, y a continuación actuó en Lucerna y Berlín, donde dirigió Fidelio, de Beethoven. En España se presentó por primera vez en 1975, en el Festival de Música y Danza de Granada.
A partir de ahí comenzó una carrera que lo ha llevado a ser director titular y artístico de numerosas orquestas internacionales: director titular de la Opera de Viena (1976-1982), de la que fue distinguido posteriormente como director invitado permanente; director titular de la orquesta de Radio Televisión Española (RTVE) (1984-1987), en la cual sucedió a Enrique García Asensio y Odón Alonso. En 1987 anunció su intención de no renovar su contrato al no cumplirse una serie de mejoras para los músicos, como mayor retribución y mejor imagen; director musical del Teatro de la Zarzuela (1985-1991), director titular de la Orquesta de Euskadi (1989-1993), Director general de Música de la ciudad de Mannheim (1990-1993), director artístico y musical de la New Finnish Opera Helsinki (1993-1996), director de la Orquesta Sinfónica de Hamburgo (1992-2000), orquesta que lo nombró posteriormente Director Honorario; director titular de la Orquesta de Valencia (1997-2004), orquesta de la que fue director invitado y que tiene su sede en el Palacio de la Música de Valencia; Director general de Música del Teatro de Berna (2000-2004), director del Teatro Nacional de Mannheim (2004-2005) y desde 2004 hasta la actualidad es director musical de la Orquesta del Festival de Pascua de Bayreuth. Desde septiembre de 2016 hasta 2019 fue de nuevo director titular de la Orquesta Sinfónica de RTVE.
Durante su carrera ha dirigido a las más destacadas orquestas internacionales a lo largo de todo el mundo, en Europa, Estados Unidos o Extremo Oriente, así como la mayoría de las orquestas españolas. Además, bajo su batuta ha dirigido a numerosos solistas y cantantes de reconocido prestigio internacional, como Alfredo Kraus, Boris Christoff, Birgit Nilsson, Luciano Pavarotti, Montserrat Caballé, Cesare Siepi, Plácido Domingo, Francisco Araiza, Ainhoa Arteta, Leo Nucci y un largo etc, así como a numerosos célebres instrumentistas, como Mstislav Rostropovich, Pinchas Zuckermann, Alicia de Larrocha, Maxim Vengerov, Anne Sophie Mutter, etc.

### Trayectoria como compositor
Gómez Martínez ha compatibilizado su carrera como director con la composición. Debido a sus numerosos compromisos a veces se ha visto abocado a componer en los tiempos muertos entre concierto y concierto a bordo de los aviones.
Entre sus obras destacan Suite Burlesca (1972), Sinfonía del descubrimiento (1992), con motivo del Quinto Centenario del descubrimiento de América, Cinco canciones sobre poemas de Alonso Gamo (1996) para soprano y orquesta, Sinfonía del agua (2007), por encargo de EMASAGRA, Amaneciendo (Passacaglia) (2010), obra para piano, Atallah (2010), su única ópera hasta la fecha, Cartas de un enamorado (2012), obra para barítono y orquesta dedicada a su mujer, Alessandra, Concierto para piano y orquesta, Concierto para violín y orquesta, así como varias obras para piano solo, todas compuestas entre 2012 y 2013.

### Premios
A lo largo de su carrera ha recibido numerosos premios. Así, recibió la medalla de oro de la ciudad de Granada por sus extraordinarios méritos artísticos en 1984, ha sido nombrado por el ayuntamiento de su ciudad natal Granadino del siglo XX, en 1995, el rey Juan Carlos I le otorgó la Encomienda de Número de la Orden del Mérito Civil y el Ministerio de Cultura y Educación del Estado de Baviera le concedió el premio especial El León de Baviera por su labor al frente de la Joven Orquesta del Festival de Pascua de Bayreuth. Es miembro de la Real Academia de Bellas Artes de Nuestra Señora de las Angustiasde Granada y miembro de Honor en diferentes asociaciones musicales en España y Europa. Asimismo, es medalla de oro o de plata de diversas ciudades europeas.
Falleció el 4 de agosto de 2024, tras un repentino ingreso hospitalario.

## Concepción de la dirección orquestal
Como director de orquesta, Miguel Ángel Gómez Martínez es conocido por su memoria, ya que dirige siempre sin partitura, por afinidad al método humanista:

Un director debe mirar a la cara a sus músicos.
Miguel Ángel Gómez Martínez

Como director, también destaca su especial interés en mantener la esencia del compositor. Así, considera que la obligación del director es la de reproducir lo más fielmente posible las intenciones del compositor, sin añadir ni eliminar nada a su partitura original.

En las partituras está escrito todo lo que tenemos que saber nosotros, sin añadir ni quitar.
Miguel Ángel Gómez Martínez